# Eueides umbratilis
Eueides umbratilis är en fjärilsart som beskrevs av Johannes Karl Max Röber 1927. Eueides umbratilis ingår i släktet Eueides och familjen praktfjärilar. Inga underarter finns listade i Catalogue of Life.